# Floyd Dixon
Floyd Dixon, de son vrai nom Jay Riggins Jr., (1929-2006) est un pianiste et chanteur de rhythm and blues américain, né à Marshall, au Texas, et décédé à Orange en Californie.

## Carrière
Floyd Dixon passe son enfance à Marshal, près de la frontière de la Louisiane. En 1942, sa famille déménage en Californie.
Il enregistre son premier 78 tours en 1948. Son style marqué par les influences louisianaises annonce aussi la musique soul. Son titre le plus fameux est Hey Bartender, enregistré pour Cat Records, au milieu des années 1950. Ce titre a été repris en ska par Laurel Aitken en 1961 et beaucoup plus tard par les Blues Brothers.
Il enregistre avec le groupe Johnny Moore's Three Blazers.
Floyd Dixon est redécouvert à partir de 1975.

## Discographie

### Singles
- Hey Bartender (Cat Records)
- Tired, Broke and Busted